# Garage Sessions
Albums de Candie Prune
Absurde
(1998)
Garage Sessions est le deuxième et dernier album de Candie Prune avant la séparation du groupe. Il s'agit en fait d'un side-project de Candie Prune, sous le nom d'Andice Rupen.

## Titres
1. You Want Candy (0:16)
2. Monday (2:48)
3. XL (2:10)
4. Just a Fall (1:28)
5. Numb & Sad (3:03)
6. New Home (2:11)
7. L'Évidence (2:12)
8. I Want Candy (2:53)
9. Homicide (2:30)
10. Out Of Here (3:32)
11. Little Girl Walking (1:07)
12. Video Killed the Radio Star (2:43)
13. Exxxtra Pin Ball Remix (4:06)

## Commentaires
Les puristes ne considèrent pas cet enregistrement comme un album de Candie Prune, car il est signé du nom d'un side-project, Andice Rupen, anagramme de Candie Prune.
D'ailleurs, le line-up est quelque peu différent car si on retrouve bien Saholy Diavolana (chant, guitare) et Laureline Prom (basse), Arnaud Keb est remplacé à la batterie par Gilles Morillon. Le son est nettement plus punk que sur les autres enregistrements de Candie Prune.
La première et la huitième chanson portent presque le même titre (You Want Candy pour la première et I Want Candy pour la seconde), mais alors que la première qui ne dure que 0:16 consiste uniquement en des vocaux avec un bruit de fond, la huitième chanson (reprise de The Strangeloves (en)) connaît un schéma plus classique et une esthétique plus rock.
La douzième chanson, Video Killed the Radio Star, est une reprise de l'immense tube des Buggles.